# Eignungsdiagnostik
Eignungsdiagnostik ist ein Sammelbegriff für Grundsätze, Verfahren und Vorgehensweisen zur Erfassung von Kompetenzen und Verhaltenstendenzen mit Bezug auf Bildungswege oder berufliche Tätigkeiten.
Grundsätzlich soll die Eignungsdiagnostik dabei eine möglichst genaue Vorhersage über die Erfolgswahrscheinlichkeit der Erreichung bestimmter Ziele bzw. der Zufriedenheit einer Person mit konkreten Aufgabenstellungen, Bildungswegen oder Berufen ermöglichen. In Bezug auf die Bescheinigung von Kompetenzen wird allgemein von Eignungsnachweisen gesprochen.

## Einsatzfelder
Die Eignungsdiagnostik wird für Entscheidungen oder Empfehlungen zur Auswahl, Platzierung oder Klassifikation eingesetzt. Wichtige Einsatzfelder sind:
- Berufsberatung
- Personalauswahl
- Platzierung
- Leistungsbeurteilung sowie Personalentwicklung
- Laufbahnentwicklung
- Nachfolgeplanung
- Studieneignung

## Ansätze der Eignungsdiagnostik
In der Eignungsdiagnostik finden sich mehrere Herangehensweisen für die Erfassung und Einschätzung der Eignung einer Bewerberin oder eines Bewerbers: der Eigenschafts-, der Simulations- und der Biographieansatz. Jeder einzelne der Ansätze verfolgt eine „eigenständige Validierungslogik und [setzt] spezifische Methoden zur Merkmalserfassung ein“. Aussagekräftige Eignungsdiagnostik ist dabei immer ein Prozess. "Auf der Basis der Anforderungen wird eine Vorgehensweise geplant, werden Verfahren sachgerecht und ökonomisch kombiniert und werden die relevanten und aussagekräftigen Analysen und Betrachtungen durchgeführt. Die Evaluation der Vorgehensweise ist der Grundstein für Weiterentwicklung und Optimierung".

### Eigenschaftsansatz
Bei diesem Ansatz steht die Erfassung relativ stabiler Merkmale und allgemeiner kognitiver Fähigkeiten mittels psychologischer Testverfahren im Mittelpunkt (z. B. Intelligenz oder Konzentrationsfähigkeit, Persönlichkeitszüge, Einstellungen, Interessen usw.), von welchen angenommen wird, dass sie die Grundlage für den Erfolg einer Person bilden.
Man nennt die hier eingesetzten Tests auch „Konstruktorientierte Verfahren“, da hier tieferliegende Merkmale entsprechend psychologischen Konstrukten (theoretische Vorstellungen) erhoben werden sollen. Die Gültigkeit der so erhobenen Testergebnisse (Validierungslogik) misst sich hier an der sogenannten Konstruktvalidität.

### Simulationsansatz
Beim Simulationsansatz werden konkrete Situationen des arbeitstypischen Alltags genutzt um das Verhalten des Bewerbers in eben solchen zu ermitteln. Durch die realitätsnahe Simulation solcher Aufgaben oder Probleme soll die Leistungsfähigkeit des Bewerbers bei konkreten beruflichen Herausforderungen erfasst werden. Beim Simulationsansatz spielt die Inhaltsvalidität eine große Rolle: Sie hat zu ermitteln, inwieweit durch die gestellte Aufgabe die zentralen Elemente der Berufstätigkeit repräsentiert werden.
Bekannte Beispiele sind Gruppendiskussionen, Postkorb-Übungen und auch Arbeitsproben. In der jüngeren Zeit werden häufig auch computergestützte Problemsimulationen eingesetzt.

### Biographischer Ansatz
Durch die Analyse vergangenheitsbezogener Merkmale (Ausbildung, Spezialkenntnisse, Berufserfahrung, Arbeitszeugnisse usw.) soll von früherem Verhalten eine Voraussage über das zukünftige Verhalten getroffen werden. Anders als im Eigenschaftsansatz wird hier jedoch direkt von Verhalten auf Verhalten geschlossen – ohne den Umweg über eine angenommene, tieferliegende Eigenschaft (wie „Intelligenz“ oder „soziale Erwünschtheit“) zu machen: Wer schon in der Vergangenheit bewiesen hat, dass er zum Beispiel problemlösungsorientiert arbeitet, wird wohl auch zukünftig so vorgehen. Typische Verfahren zur Erhebung biographischer Daten sind Bewerbungsunterlagen, biographische Fragebögen oder das Bewerbungsinterview. Die Genauigkeit der Vorhersage des zukünftigen Verhaltens (oder Leistung, Zufriedenheit) aufgrund der biographischen Daten wird anhand der prognostischen Kriteriumsvalidität ermittelt. Das heißt, es wird überprüft, inwieweit eingestellte Bewerber später ihrer individuellen Vorhersage entsprechen (also z. B. tatsächlich problemlösungsorientiert arbeiten).

### Multimodaler Ansatz
Der multimodale Ansatz meint den gemeinsamen Einsatz mehrerer Herangehensweisen und soll somit eine besonders facettenreiche Betrachtung eines Bewerbers ermöglichen. Die Verwendung mehrerer Perspektiven ist besonders in der Einzelfalldiagnostik notwendig, da eine für den Einzelfall valide Diagnose nur durch den Einsatz mehrerer, unterschiedlicher Verfahren erstellt werden kann.

## Qualitätssicherung
Mit der DIN 33430 sind erstmals normative Vorgaben für einen Bereich der Eignungsdiagnostik in umfassender Form vorhanden, die analog auch für andere Gebiete angewendet werden können. Es existieren eine österreichische Fassung (ÖNORM D 4000) und seit Ende 2024 eine Schweizer Fassung (SN 33430), die mit einem System der Aus- und Weiterbildung sowie Zertifizierung (bzw. Lizenzierung in Deutschland) verbunden sind bzw. in der Schweiz verbunden werden sollen. Mit der ISO-Norm 10667 gibt es auch einen entsprechendem internationalen Standard, der auf der DIN 33430 aufbaut.

## Eignungsdiagnostische Verfahren
Im Rahmen der Eignungsdiagnostik werden mehr oder minder wissenschaftlich fundierte Verfahren eingesetzt. Von der simplen Beobachtung manueller Fertigkeiten bis zur komplexen Analyse von Stressbewältigung und Führungsleistung dient die Eignungsdiagnostik der Prognose der Erfolgswahrscheinlichkeit und der beruflichen Zufriedenheit einer Person in einer definierten Position. Je nach Anwendung verletzen die Verfahren die Privatsphäre des Probanden.
Die Anforderungen an eignungsdiagnostische Untersuchungen und ihren Einsatz sind in der DIN-Norm DIN 33430 geregelt, die zuletzt 2016 aktualisiert wurde.
Verfahren gliedern sich nach der DIN 33430 „Eignungsdiagnostik“ in verschiedene Verfahrensklassen, an die unterschiedliche Anforderungen gestellt werden:
- Dokumentenanalyse (mit Analyse von Zeugnissen, Lebenslauf usw.)
- Interviews (Vorstellungsgespräch, aber auch Interviews mit z. B. Referenzgebern)
- Verfahren zur Verhaltensbeobachtung (z. B. Rollenspiel, Simulationen, Arbeitsproben wie z. B. Business Cases)
- Messtheoretisch fundierte Fragebögen (Persönlichkeitsfragebögen, Interessenfragebögen)
- Messtheoretisch fundierte Tests (Intelligenztest, Wissenstest, Situational Judgement tests)

Das Assessment-Center ist kein Verfahren im eigentlichen Sinn, sondern ein Setting, in dem unterschiedliche Verfahren kombiniert werden.

## Unseriöse Verfahren
Im Folgenden werden Verfahren in der Eignungsdiagnostik genannt, die in der Praxis zum Einsatz kommen, deren Nutzen wissenschaftlich äußerst fragwürdig ist oder wissenschaftlich nicht belegt ist:
- Graphologie[5]
- Physiognomik (Schädeldeutung)[6]
- Sprachanalyse, Stimmanalyse / Sprachtest[7][8]
- Astrologie
- Namenspsychologie und Farbdeutung[9]